# Třída Gagah Samudera
Třída Gagah Samudera je třída cvičných lodí malajsijského královského námořnictva. Celkem byly postaveny dvě jednotky této třídy. Ve službě jsou od roku 2018.

## Stavba
Roku 2011 byla objednána stavba dvou jednotek této třídy. Navrhla je jihokorejská loděnice Daewoo Shipbuilding & Marine Engineering (DSME). Malajsijská loděnice NGV Tech plavidla stavěla s využitím dílů dodaných DSME. Na vodu byly spuštěny v letech 2012–2013. Dokončení obou plavidel plánováno na rok 2013, ale to znemožnily finanční potíže loděnice NGV Tech. Roku 2013 loděnice ukončila činnost a práce na obou plavidlech byly přerušeny. Roku 2015 se jejich dokončení ujala loděnice Grade One Marine Shipyard z Lumutu v Peraku. Prototypovou jednotku Gagah Samudera námořnictvo převzalo 1. března 2017. Do služby byly obě lodě přijaty 26. dubna 2018.
Jednotky třídy Gagah Samudera:
| Jméno                   | Spuštěn           | Vstup do služby | Osud    |
| ----------------------- | ----------------- | --------------- | ------- |
| KD Gagah Samudera (271) | 14. prosince 2012 | 26. dubna 2018  | aktivní |
| KD Teguh Samudera (272) | 27. února 2013    | 26. dubna 2018  | aktivní |

## Konstrukce
Posádku tvoří 45 námořníků a osmdesát kadetů. Výzbroj tvoří jeden 30mm kanón v dálkově ovládané zbraňové stanici MSI DS30B na plošině před můstkem a dva 12,7mm kulomety M2 Browning. Jsou vybaveny dvěma čluny RHIB. Na zádi se nachází přistávací plocha pro vrtulník. Pohonný systém tvoří dva diesely. Nejvyšší rychlost dosahuje dvacet uzlů.